# Hymedesmia nigrescens
Hymedesmia nigrescens är en svampdjursart som först beskrevs av Topsent 1925.  Hymedesmia nigrescens ingår i släktet Hymedesmia och familjen Hymedesmiidae. Inga underarter finns listade i Catalogue of Life.